# Colour the Small One
Colour the Small One ist das dritte Studioalbum der australischen Singer-Songwriterin Sia aus dem Jahr 2004.

## Entstehung und Veröffentlichung
Colour the Small One erschien erstmals am 12. Januar 2004 bei Island Records. Die Standardedition besteht aus zwölf Titeln, die alle von Sia, zusammen mit Koautoren, geschrieben wurden. Fünf Titel schrieb sie zusammen mit Samuel Dixon, der damit die meisten Autorenbeteiligungen stellt. Der Song The Bully wurde außerdem in Zusammenarbeit mit dem US-amerikanischen Musiker Beck geschrieben. Für die Produktion aller Lieder zeichnete Jimmy Hogarth verantwortlich. Mit Sophie Barker (Natale’s Song) und Yvonne John Lewis (he Church of What’s Happening Now) wirkten zwei Gastsängerinnen auf dem Album mit.
Im Oktober 2005 erschien in den Vereinigten Staaten eine Neufassung des Albums, die um zwei neue Titel sowie zwei Remixe erweitert wurde.

## Titelliste
| Nr.          | Titel                              | Autoren                              | Länge |
| ------------ | ---------------------------------- | ------------------------------------ | ----- |
| 1.           | Rewrite                            | Samuel Dixon, Sia Furler             | 4:45  |
| 2.           | Sunday                             | Dixon, Furler                        | 4:17  |
| 3.           | Breathe Me                         | Dan Carey, Furler                    | 4:34  |
| 4.           | The Bully                          | Beck, Furler, Jimmy Hogarth          | 3:51  |
| 5.           | Sweet Potato                       | Kevin Cormack, Furler, Hogarth       | 4:00  |
| 6.           | Don’t Bring Me Down                | Furler, Blair MacKichan              | 4:25  |
| 7.           | Natale’s Song                      | Dixon, Furler                        | 2:32  |
| 8.           | Butterflies1                       | Cormack, Furler, Hogarth             | 3:26  |
| 9.           | Moon                               | Dixon, Furler, Hogarth               | 5:02  |
| 10.          | The Church of What’s Happening Now | Dixon, Furler                        | 4:27  |
| 11.          | Numb                               | Furler, Felix Howard, James McMillan | 4:40  |
| 12.          | Where I Belong                     | Dixon, Furler                        | 5:45  |
| Gesamtlänge: | Gesamtlänge:                       | Gesamtlänge:                         | 48:18 |

1 nur auf der internationalen Version des Albums erhältlich

## Rezension
Bei Metacritic bekam Colour the Small One 77 von insgesamt 100 möglichen Punkten, berücksichtigt wurden dabei 15 Rezensionen.